# Maccabees Building
El Maccabees Building (a veces llamado Wayne Tower) es un edificio histórico ubicado en 5057 Woodward Avenue en Midtown Detroit, Míchigan. Fue incluido en el Registro Nacional de Lugares Históricos en 1983 y actualmente es propiedad de la Universidad Estatal Wayne. Fue diseñado por el arquitecto Albert Kahn. Fue la sede de la estación de radio y televisión de Detroit WXYZ y, de 1960 a 2000, sirvió como la sede de las Escuelas Públicas de Detroit.

## Historia
La construcción comenzó en 1926 y se completó en 1927. Fue construido para la organización fraternal Caballeros de los Macabeos, que más tarde estableció la Compañía de Seguros Royal Maccabees.
El espacio sobrante se arrendó a otras empresas, incluidas las de comercio minorista en la planta baja y oficinas en los pisos superiores. Un inquilino digno de mención fue la estación de radio y televisión de Detroit WXYZ, que tenía sus oficinas y más tarde estudios de televisión e instalaciones de transmisión antes de 1959. Durante ese período, los populares programas de radio The Lone Ranger, Challenge of the Yukon y The Green Hornet fueron transmitido desde allí. Desde 1959 hasta 2001, WDET-FM utilizó los estudios, el transmisor y la torre de transmisión. Durante la década de 1950, Soupy Sales actuó en el estudio de nivel inferior.
En 1960, Maccabees Insurance Company trasladó su sede a un nuevo edificio en el suburbio norte de Southfield. En 1986, construyó un nuevo edificio de oficinas de 23.300 m², una vez más en Southfield. Estas estructuras más nuevas también se conocen a veces como parte del Maccabees.
Cuando la organización de los Macabeos abandonó el edificio en 1960, el Sistema de Escuelas Públicas de Detroit (DPS) lo compró. Hasta 1992, lo usó como sede. Se convirtió oficialmente en el Edificio del Centro Escolar, pero el nombre de Maccabees permaneció visible en el exterior.
El Maccabees Building se agregó al Registro Nacional de Lugares Históricos en 1983.
En 2002, el DPS pagó al propietario del Fisher Building 24,1 millones de d̟ólares para comprar cinco pisos para albergar oficinas administrativas, citando el alto costo de las renovaciones necesarias en el Maccabees Building para cumplir con los códigos de construcción y seguridad.
Ese mismo año, la Universidad Estatal Wayne compró el edificio. El edificio alberga ahora sus oficinas administrativas, equipos de comunicación, locales comerciales y oficinas para varios departamentos académicos. Tras la adquisición, las revisiones iniciales de la estructura estimaron que las reparaciones de la fachada costarían 1,95 millones de d̟ólares; mejoras a los sistemas de iluminación de emergencia y alarma contra incendios, 960.000 d̟ólares; reparaciones al pozo de servicios públicos y escaleras de salida, 405.000; y mejoras de ascensores, 770.000.
Toda la estructura fue renovada en 2004 y 2005 con los pisos segundo, tercero y decimocuarto equipados para albergar el Departamento de Ciencias de la Computación de la Universidad Estatal Wayne.
El 25 de marzo de 2011, la Universidad Estatal Wayne y la Televisión Pública de Detroit anunciaron que operarían conjuntamente un estudio de producción de televisión en el espacio previamente ocupado por WXYZ-TV. El estudio reuniría a las entidades que coprodujeron programas hasta finales de la década de 1970. El espacio se actualizará en fases para instalar nuevos equipos y ofrecer pasantías a los estudiantes en los programas de artes multimedia de la universidad.

## Arquitectura
Consta de una base de cinco pisos que cubre todo el sitio. La columna vertebral de nueve pisos se encuentra por encima de esta elevación a una altura de 60 m con alas de diez pisos que apuntalan cada esquina. Del cuarto al décimo pisos tienen una planta en forma de H.
La torre de celosía de gran altura presenta detalles art déco y románicos que incluyen grandes ventanas arqueadas en el suelo y el segundo nivel con rosetones que acentúan el segundo piso.
Las ventanas en el décimo y el decimocuarto pisos están arqueadas con paneles decorativos de enjuta. El exterior está revestido de piedra caliza de Indiana. La entrada está empotrada en un arco de bóveda de cañón de tres pisos que continúa dentro del edificio para formar el techo del vestíbulo.

## Galería

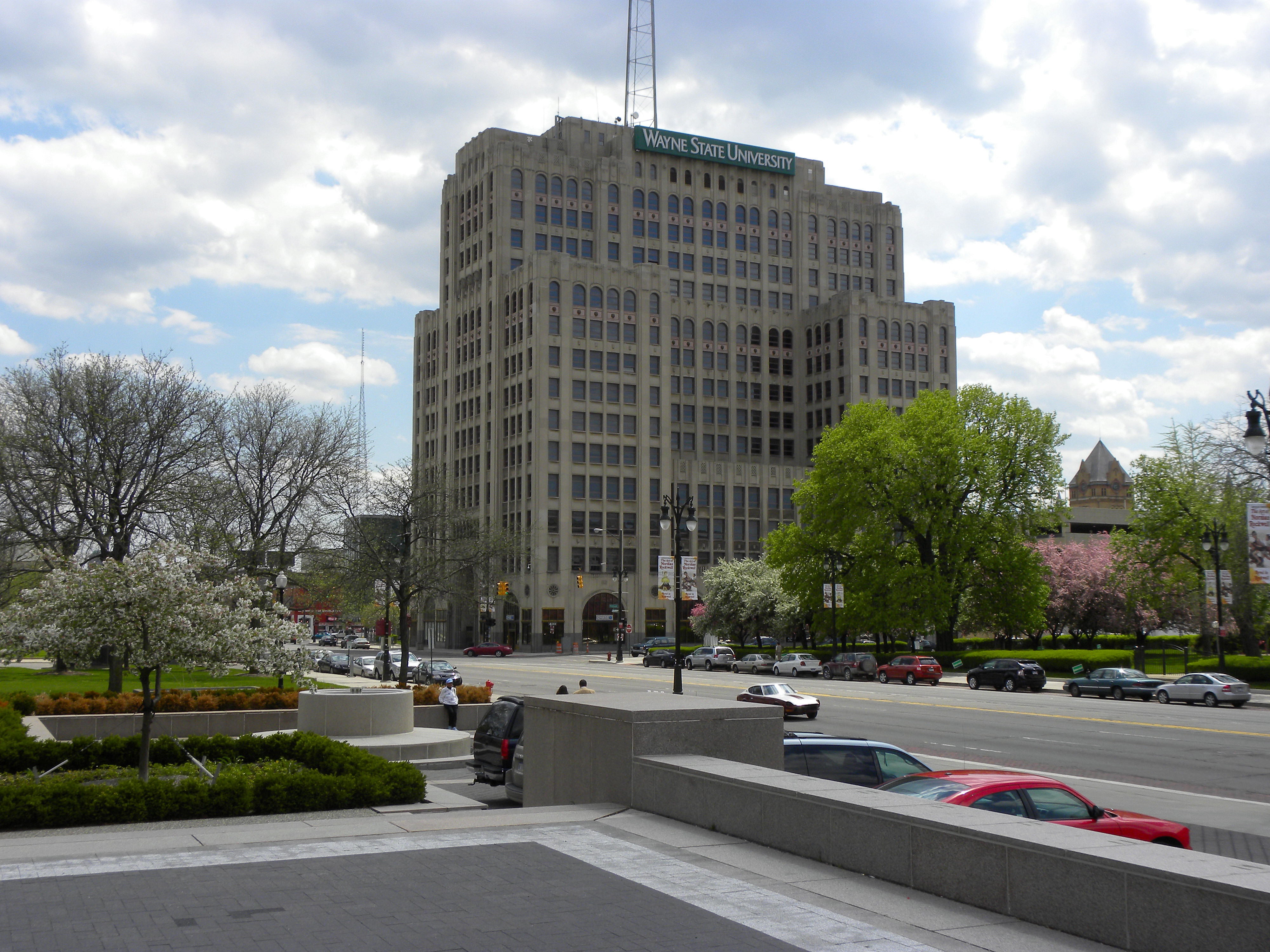
Desde la Avenida Woodward
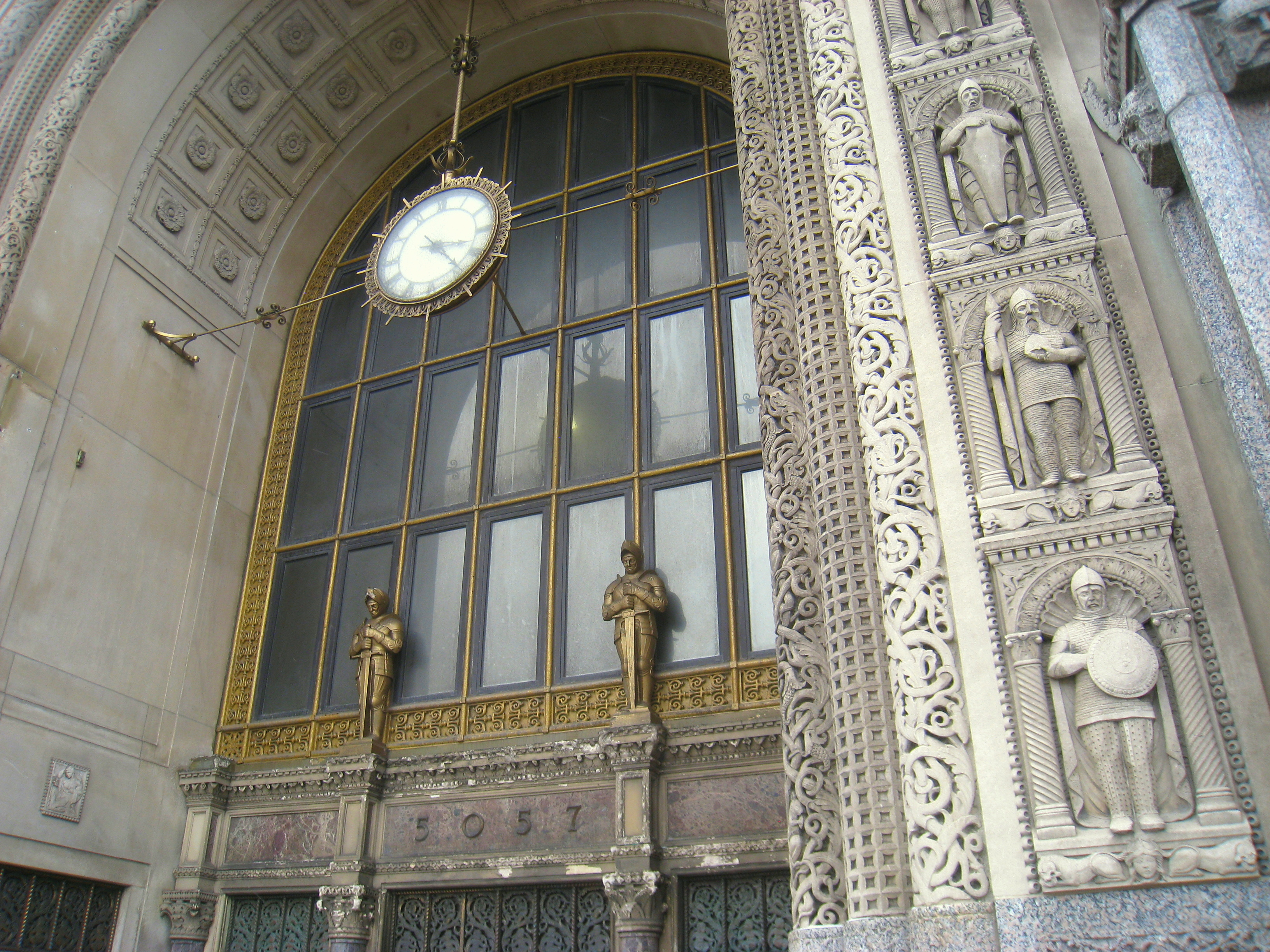
Relieves
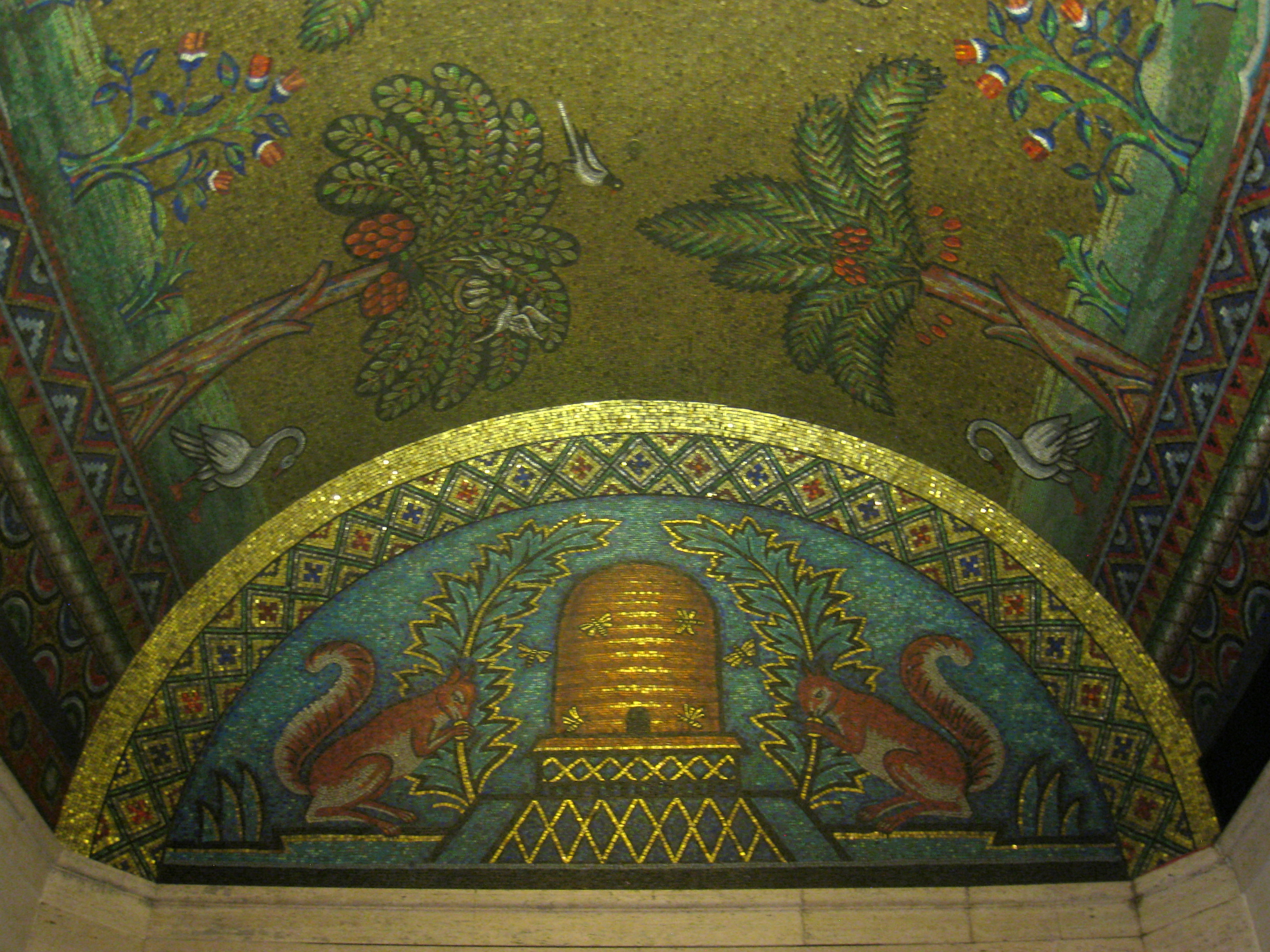
Bóveda
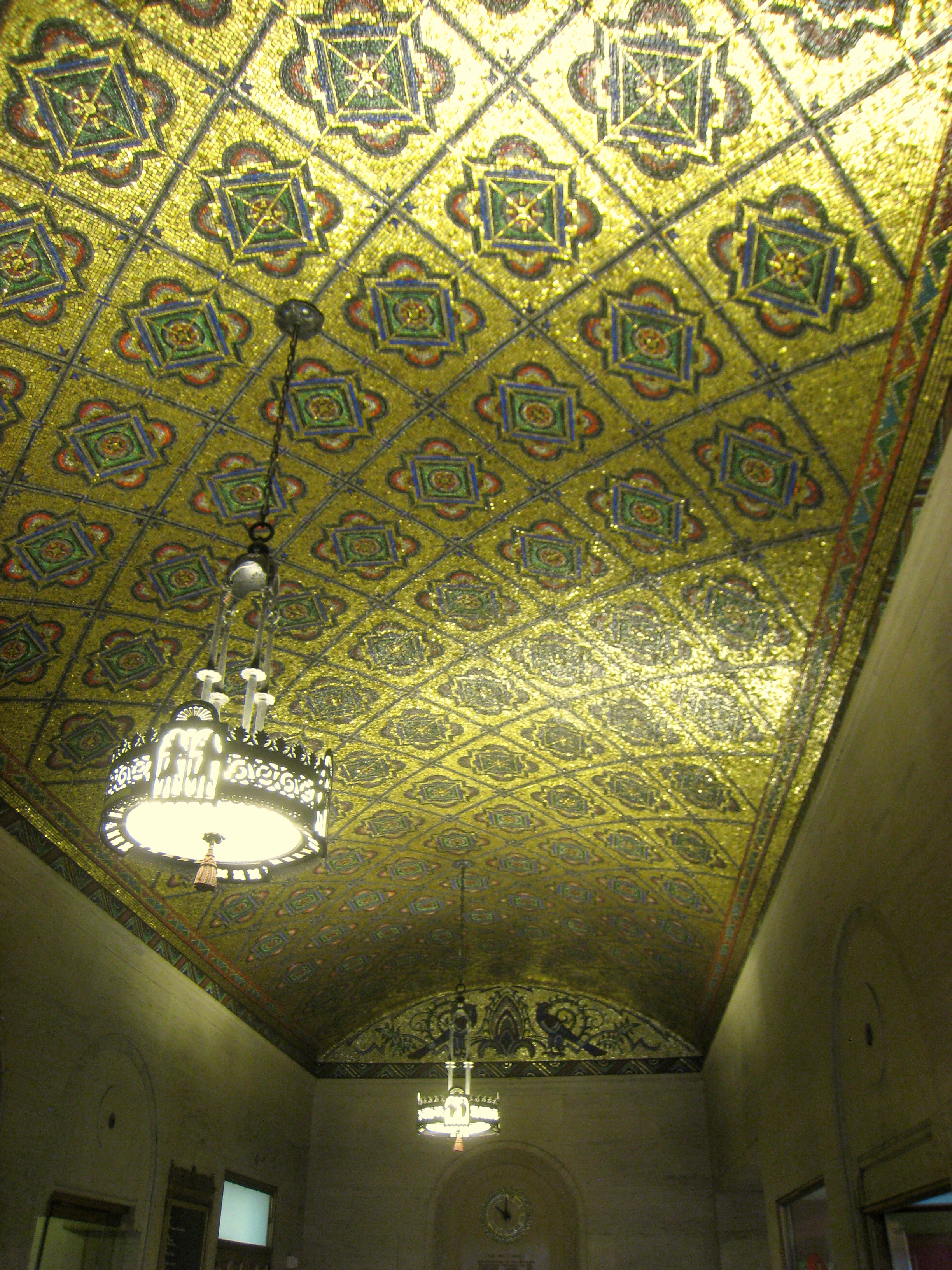
Decoración